# Bambi

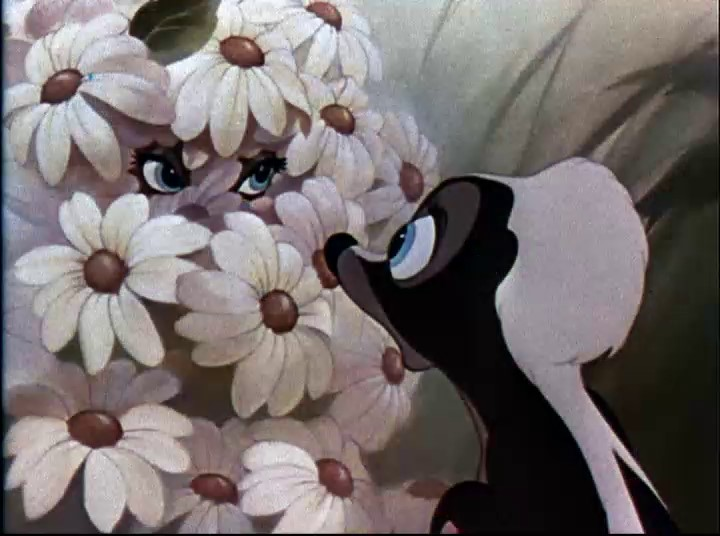

Chú nai Bambi (tên gốc: Bambi) là một phim hoạt hình thứ năm của hãng hoạt hình Walt Disney vào năm 1942, dựa vào truyện cùng tên của Felix Salten. Larry Morey, Perce Pearce, vã Gustaf Tenggren đã cùng nhau viết kịch bản và đạo diễn bộ phim này. Bộ phim được phát hành lại vào những năm 1947, 1957, 1966, 1975, 1982 và 1988. Phiên bản video gia đình đầu tiên của bộ phim, ở định dạng VHS, ra mắt vào 1989 và 1997. Một phiên bản DVD gồm bản master lại của phim và một đĩa gồm các phần đính kèm, được phát hành vào ngày 1 tháng 3 năm 2005. Hiện nay bộ phim đang được nằm trong "Disney Vault".Tại Việt Nam, phim từng được FAFIM Việt Nam lồng tiếng.
Phần tiếp theo của bộ phim, Bambi II, đã được sản xuất để phát hành thẳng dưới dạng đĩa hình năm 2006. 
Giết nai, bị tòa tuyên phải xem phim hoạt hình nai Bambi trong tù.

## Nội dung
Trong một khu rừng, có một con nai cái vừa sinh ra một chú nai con, đặt tên là Bambi, là nhân vật sau sẽ thay ngôi Hoàng Tử của khu rừng, đó chính là danh hiệu mà cha của Bambi tạo nên và cũng là người bảo vệ muôn loài thoát khỏi sự đe dọa của thợ săn. Nai con Bambi nhanh chóng kết bạn với một chú thỏ ham học, tràn đầy năng lượng tên là Thumper (Tam-ba), thỏ con đã dạy cho Bambi cách đi đứng và nói chuyện. Bambi lớn lên trong sự nuôi nấng của mẹ, đa phần cậu đều ở bên mẹ của mình. Sau này, cậu còn làm quen thêm một người bạn nữa, bao gồm cô chồn hôi tên Flower và một cô nai cái tên là Faline. Do có tính tò mò và tọc mạch, Bambi đặt ra những câu hỏi về thế giới xung quanh và luôn được cảnh báo về sự nguy hiểm của cuộc sống này khi là loài động vật. Vào một ngày dạo chơi trên đồng cỏ, Bambi nhìn thoáng thấy được vị Hoàng tử của khu rừng, nhưng lại không nhận ra đó chính là cha của mình. Trong khi ông ấy leo lên đồi, thì phát hiện ra một tên thợ săn tên là "con người" mà muôn thú hay gọi và ông ấy đã lao nhanh xuống đồng cỏ để đưa muôn thú đến nơi an toàn. Bambi bị tách khỏi mẹ vào lúc đó nhưng được Hoàng tử đưa đến chỗ mẹ ngay khi tên thợ săn nổ súng.
Vào mùa đông đầu tiên, Bambi và Thumper cùng nhau đùa giỡn trong tuyết, còn chồn hôi Flower thì đi ngủ đông. Một ngày nọ, nai mẹ dắt Bambi đi tìm củi, cùng lúc "con người" lại xuất hiện. Trong lúc chạy trốn, nai mẹ đã bị tên thợ săn bắn và chết, để lại Bambi một mình. Cảm thấy thương người con trai của mình, vị Hoàng Tử đã dẫn Bambi về nhà và nói cho cậu bé biết mình là cha của cậu ấy. Vào năm sau, Bambi nay đã lớn và trở thành một chú nai đực chính gốc, và những người bạn thời thơ ấu cũng vậy. Cả bọn được anh bạn cú cảnh báo về "mùa giao phối" và cả ba đều cảm thấy kinh tởm về việc đó. Tuy nhiên, Thumper và Flower sau đó đã tìm thấy được một nửa của mình và quên hẳn những ý nghĩ vừa rồi. Bambi sau đó cũng đã gặp Faline, một cô nai xinh đẹp. Nhưng, cuộc tình đầy lãng mạn đó lại bị chen ngang bởi một chú nai đầy hiếu chiến tên là Ronno, muốn kéo Faline tránh xa Bambi. Nhưng sau đó, Bambi đã đánh bại Ronno thành công trong trận chiến và giành được sự chú ý từ Faline.
Một thời gian sau, Bambi trong lúc ngủ đã bị đánh thức bởi mùi khói, cậu lần theo mùi hương và phát hiện ra nơi cắm trại của bọn thợ săn. Cha của cậu ấy cũng đã cảnh báo rằng họ đã quay lại với nhiều tên hơn nữa. Cả hai cùng chạy đi, mặc dù Bambi bị tách khỏi Faline trong cơn hỗn loạn và Bambi đã tìm Faline suốt đoạn đường. Và cậu ấy đã tìm được Faline đang bị đám chó săn dồn vào góc, và Bambi đã giải cứu cho Faline ngay sau đó. Cùng lúc, ngọn lửa ở nơi cắm trại của bọn thợ săn cháy lan vào khu rừng khiến cho khu rừng bốc cháy dữ dội, Bambi, Faline, cha mình cùng những loài động vật khác quyết định trú tại bờ sông và thoát nạn. Mùa xuân sau, Faline đã sinh ra hai chú nai con mới dưới ánh mắt quan sát của Bambi từ phía trên đỉnh đồi. Và chú nai con Bambi ngày nào giờ đã trở thành vị Hoàng Tử vĩ đại của khu rừng mà cậu trị vì.

## Lồng tiếng
- Donnie Dunagan vai hươu đuôi trắng Bambi (trong tiểu thuyết gốc là hoẵng châu Âu và ở Việt Nam gọi là nai).
  - Bobby Stewart vai Bambi em bé.
  - Hardie Albright vai Bambi thanh thiếu niên.
  - John Sutherland vai Bambi trưởng thành.
- Peter Behn vai thỏ Thumper.
  - Tim Davis vai Thumper thanh thiếu niên.
  - Sam Edwards vai Thumper thanh niên.
- Paula Winslowe vai mẹ Bambi và gà lôi.
- Stan Alexander vai chồn hôi sọc Flower.
  - Tim Davis vai Flower thanh thiếu niên.
  - Sterling Holloway vai Flower thanh niên.
- Will Wright vai cú sừng già Friend Old.
- Cammie King vai hươu đuôi trắng Faline hồi bé (trong tiểu thuyết gốc là hoẵng châu Âu và ở Việt Nam gọi là nai).
  - Ann Gillis vai Faline trưởng thành.
- Fred Shields vai đại vương công của rừng.
- Margaret Lee vai bà thỏ.
- Mary Lansing vai dì Ena and bà chồn opossum.
- Perce Pearce vai ông chuột chũi.
- Thelma Boardman vai thỏ Girl Bunny, chim cút mẹ, gà lôi cái.

## Nhạc phim
Bài hát nổi bật nhất trong phim là "Little April Shower" (Cơn mưa phùn tháng 4)
Ngoài ra còn có: 
- "Love Is A Song" (Tình yêu là một bài hát)
- "Let's Sing A Gay Little Spring Song" (Cùng hát lên khúc ca mùa xuân)
- "I Bring You A Song" (Tôi tặng cho bạn một khúc hát)

## Đạo diễn sự liên tục
- Graham Heid (Bambi và Thumper)
- Norman Wright (Bambi và Thumper)
- Sam Armstrong (Bambi và Thumper)
- James Algar (Bambi và Thumper)
- Bill Roberts (Bambi và Thumper)
- Paul Satterfield (Bambi và Thumper)